# Rio Taquari (Mato Grosso do Sul)
O Rio Taquari é um curso de água que nasce no extremo sul do estado de Mato Grosso, Brasil e banha também o estado de Mato Grosso do Sul.
Afluente do Rio Paraguai, tem suas nascentes na Serra do Caiapó, a nordeste da cidade de Coxim, na divisa entre os Estados do Mato Grosso do Sul e Goiás. As nascentes do rio são protegidas pelo Parque Estadual das Nascentes do Rio Taquari, de 30.619 hectares, criado em 1999.
Pode-se dividir o Rio Taquari em 3 trechos distintos:
- Alto Taquari - Das nascentes até a cidade de Coxim, na confluência com o Rio Coxim;
- Médio Taquari - Entre a cidade de Coxim, numa extensão de 335 km, até Porto Rolon;
- Baixo Taquari - Entre Porto Rolon, numa extensão de 100 km, até a sua foz no Rio Paraguai, próximo ao Porto da Manga.[2]